# John Bosley
John Bosley è un personaggio immaginario della serie televisiva Charlie's Angels, originalmente interpretato da David Doyle. Nei remake successivi il personaggio è stato interpretato anche da Bill Murray, Ramón Rodríguez e Patrick Stewart.

## Caratteristiche del personaggio
John Bosley - spesso chiamato dagli Angeli familiarmente Bos - è l'unico a conoscere personalmente il fantomatico Charlie e tenterà per tutta la serie di difendere la sua identità.
Uomo spiritoso e pieno di sense of humor, anche Bosley - come gli Angeli - non è esente da innamoramenti, nonostante la sua età avanzata. A parte questi brevi flirt (che comunque si concludono nel giro di un episodio), poco viene rivelato sulla sua vita privata nel corso del telefilm.
Caloroso, divertente e intelligente, Bosley rappresenta il lato comico e burlesco della serie e viene spesso visto in situazioni anche paradossali che stemperano la tensione che talvolta viene a crearsi nei vari episodi.

## Interpreti
Nella serie televisiva Charlie's Angels, John Bosley viene interpretato dall'attore David Doyle. Nell'edizione in italiano della serie, il personaggio viene doppiato da Gianfranco Bellini. Nella serie televisiva remake del 2011, Charlie's Angels, è stato interpretato da Ramón Rodríguez, doppiato in italiano da Andrea Mete.
Nel film Charlie's Angels del 2000, il personaggio di Bosley è stato interpretato da Bill Murray, doppiato in lingua italiana da Michelle Gammino. Nel suo sequel del 2003, Charlie's Angels - Più che mai, il personaggio viene interpretato da Bernie Mac, che però assume il nome di Jimmy Bosley, e doppiato nell'edizione in italiano da Francesco Pannofino. Nel film Charlie's Angels del 2019, il ruolo viene ripreso da Patrick Stewart, doppiato, nell'edizione in italiano del film, da Pietro Biondi.

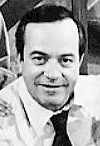
David Doyle, interprete di John Bosley nella serie televisiva del 1976
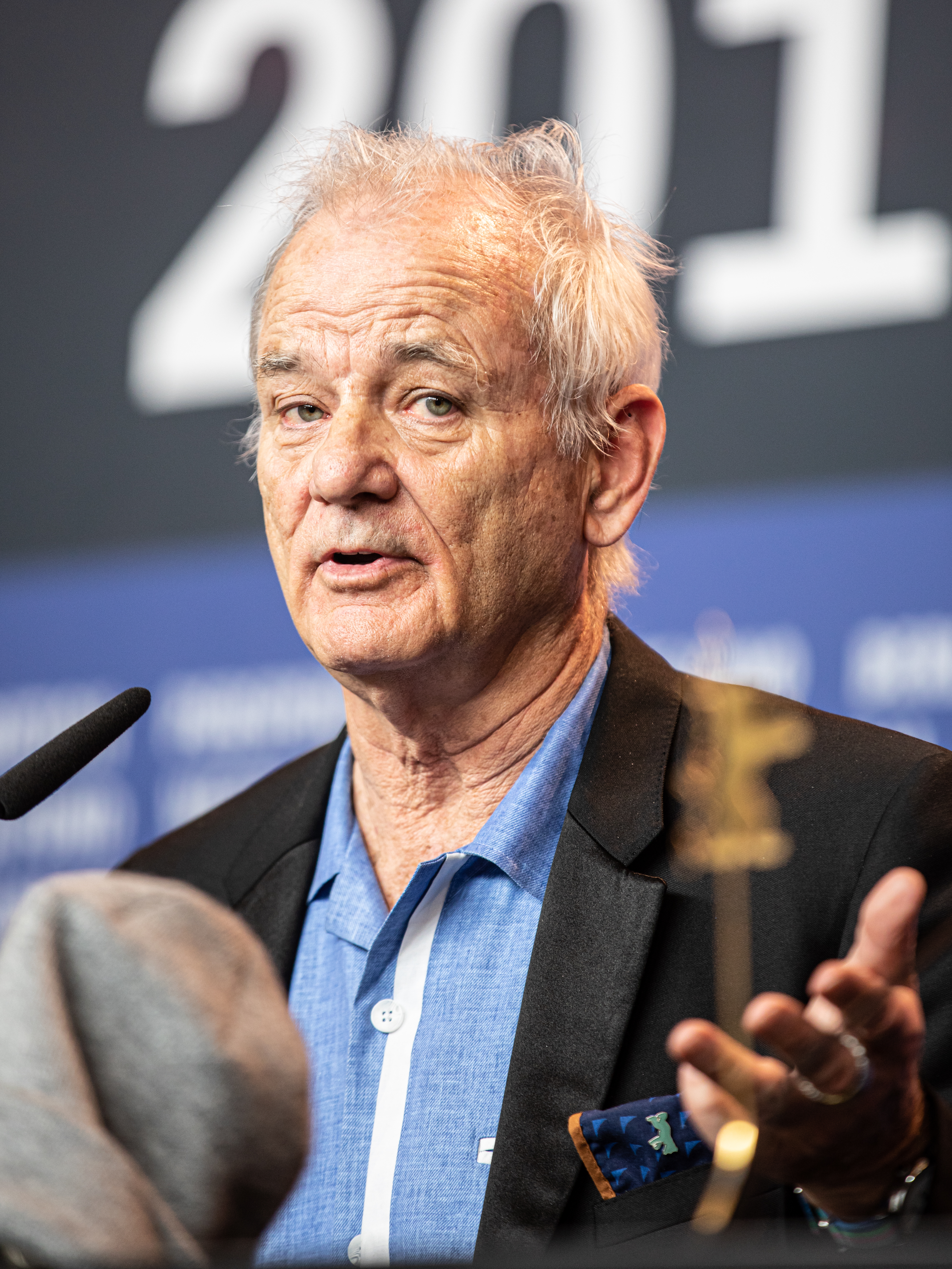
Bill Murray, interprete di John Bosley nel film del 2000
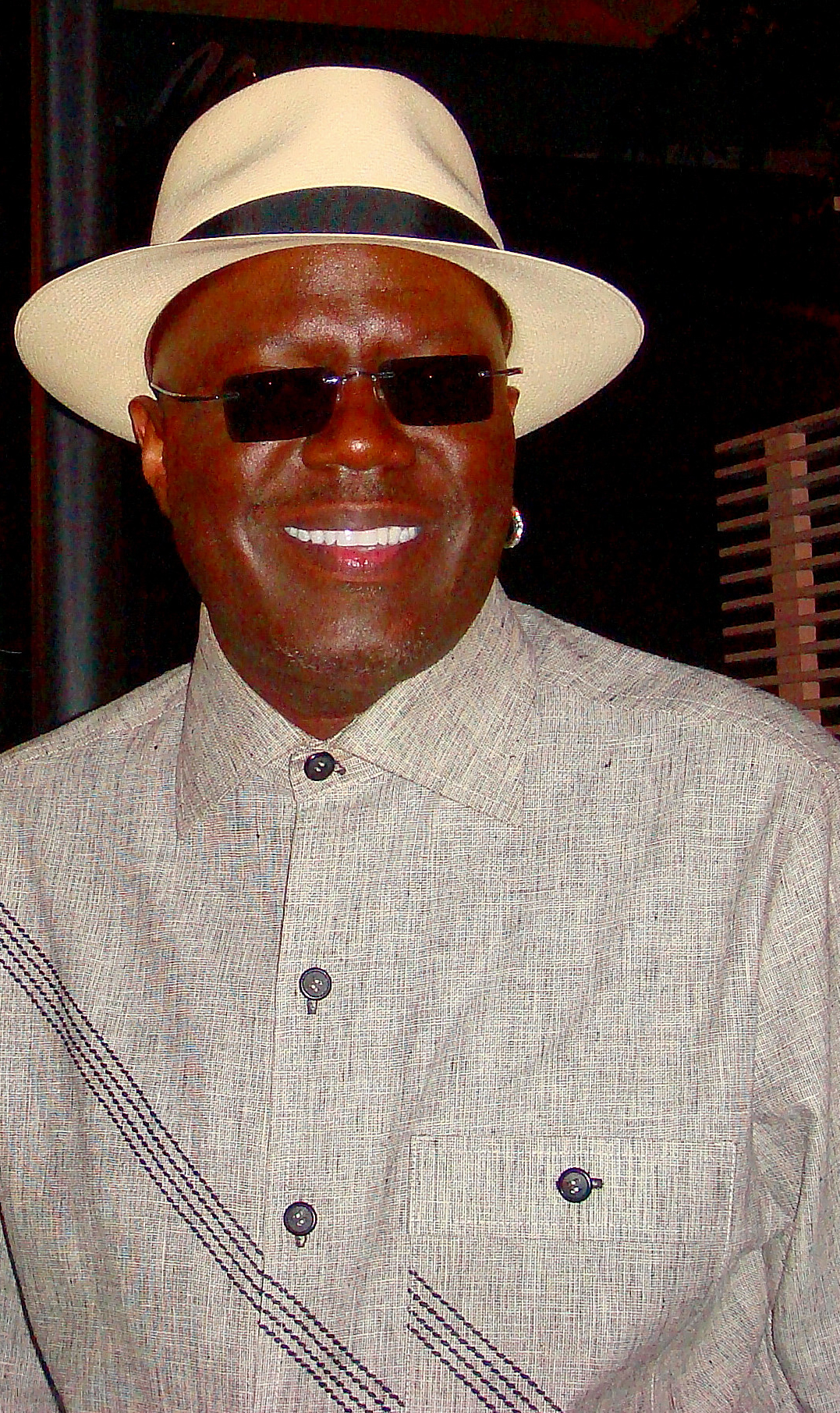
Bernie Mac, interprete di Jimmy Bosley nel film del 2003
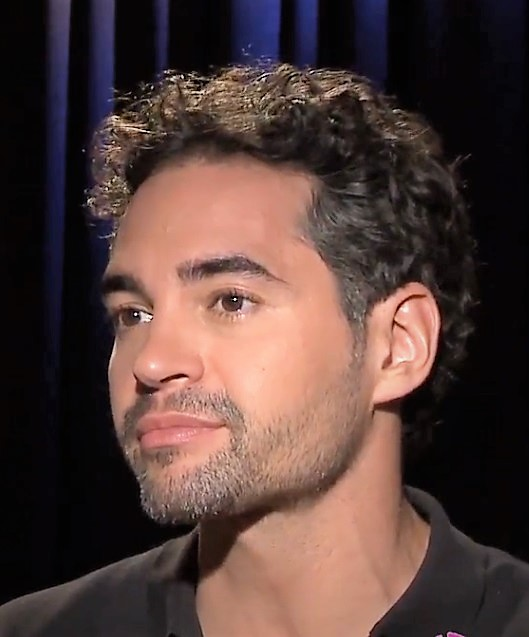
Ramón Rodríguez, interprete di John Bosley nella serie remake del 2011
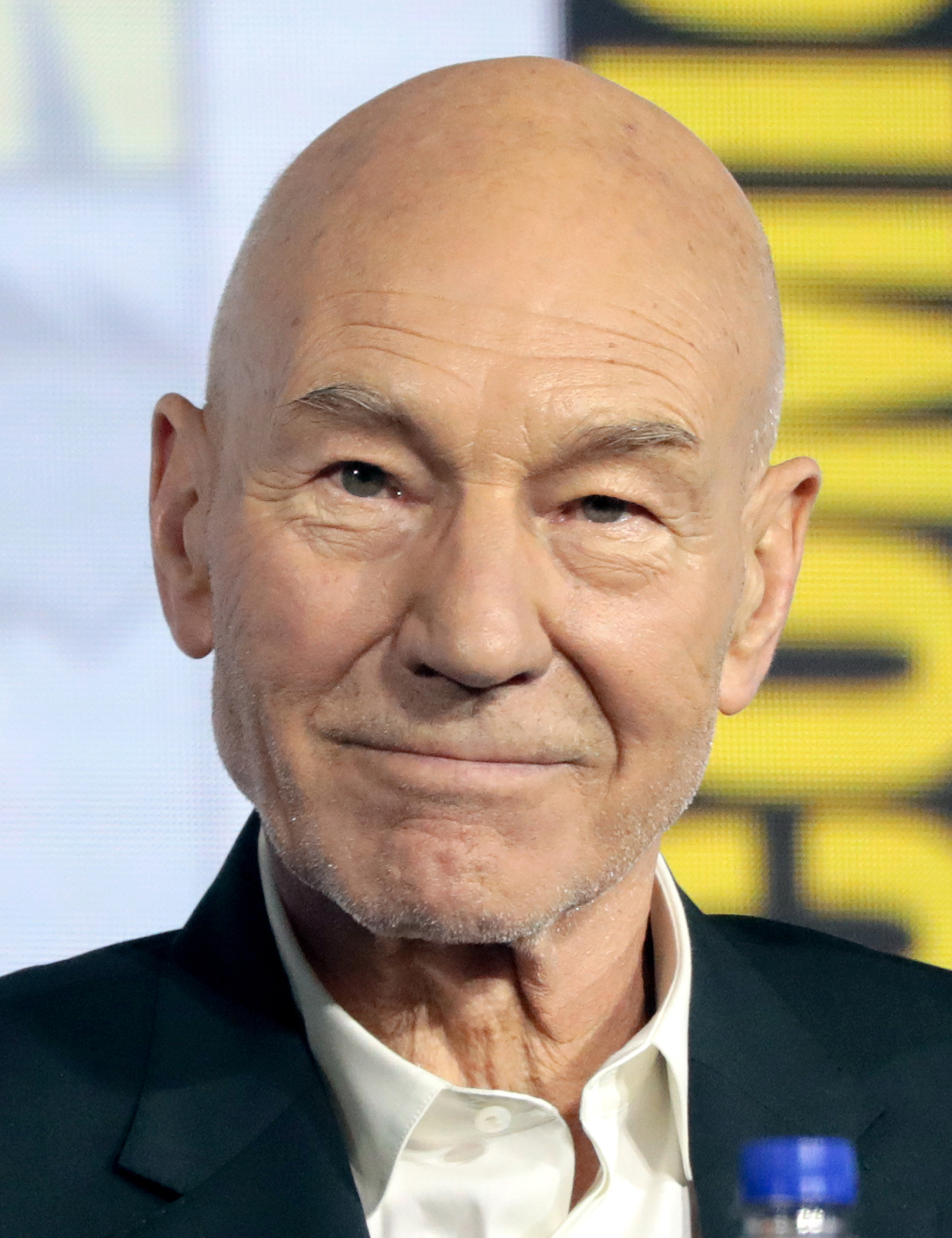
Patrick Stewart, interprete di John Bosley nel filml del 2019

## Filmografia

### Cinema
- Charlie's Angels, regia di McG (2000)
- Charlie's Angels - Più che mai (Charlie's Angels: Full Throttle), regia di McG (2003)
- Charlie's Angels, regia di Elizabeth Banks (2019)

### Televisione
- Charlie's Angels - serie TV, 110 episodi (1976-1981)
- Charlie's Angels - serie TV, 8 episodi (2011)